# Mugen Motorsports
 Mugen Motorsports va ser un equip japonès que va arribar a disputar curses a la Fórmula 1. Va ser creat l'any 1973 per Hirotoshi Honda (fill del fundador d'Honda Motor Company) i Masao Kimura. La paraula Mugen significa Sense límits. Mugen és una empresa dedicada a la preparació per competició de productes associats amb Honda.

## A la F1
Va debutar a la F1 a la temporada 1992 a la prova inicial, el GP de Sud-àfrica, disputant un total de cent quaranta-set curses en nou temporades consecutives (1992 - 2000) aconseguint la victòria en quatre curses i assolint un total de cent vuitanta-dos punts pel mundial de constructors.

### Resultats
| Any  | Motor                | Nº de GP | Victòries | Punts |
| ---- | -------------------- | -------- | --------- | ----- |
| 1992 | Footwork-Mugen Honda | 16       | 0         | 6     |
| 1993 | Footwork-Mugen Honda | 16       | 0         | 4     |
| 1994 | Lotus-Mugen Honda    | 16       | 0         | 0     |
| 1995 | Ligier-Mugen Honda   | 17       | 0         | 24    |
| 1996 | Ligier-Mugen Honda   | 16       | 1         | 15    |
| 1997 | Prost-Mugen Honda    | 17       | 0         | 21    |
| 1998 | Jordan-Mugen Honda   | 16       | 1         | 34    |
| 1999 | Jordan-Mugen Honda   | 16       | 2         | 61    |
| 2000 | Jordan-Mugen Honda   | 17       | 0         | 17    |

### Resum
| Curses: | Victòries: | Podis: | Poles: | Punts: |
| ------- | ---------- | ------ | ------ | ------ |
| 147     | 4          | 16     | 1      | 182    |